# حزب الصين للمصلحة العامة
حزب الصين للمصلحة العامة (بالصينية: 中国致公党) هو حزب سياسي صيني، أسس في 1925، يقع مقره في بكين، وسان فرانسيسكو، وقد بلغ عدد أعضائه 20,000.

## أعضاء بارزون
- كود سباركل
- تحديث القائمة

- زانج زيي
- لي بينغبينغ
- Chen Chiung Ming
- Chen Guangbiao
- وان غانغ
- شو مينغ
- Luo Haocai
- Situ Meitang
- Guan Wensen
- Wang Songling